# 黑鷹勳章
黑鹰勋章（德語：Hoher Orden vom Schwarzen Adler）是普鲁士王国最高级别的骑士勋章。该骑士团于1701年1月17日由勃兰登堡选帝侯弗里德里希三世（次日成为普鲁士国王弗里德里希一世）创立。在第一次世界大战后流亡荷兰期间，被废黜的威廉二世皇帝继续向他的家人授予勋章。他让他的第二任妻子羅伊斯-格賴茨的赫爾敏公主成为了第一位的到黑鹰勋章的女性。
1. ↑  Preußische Orden